# Estação Namur
A Estação Namur é uma das estações do Metrô de Montreal, situada em Montreal, entre a Estação De La Savane e a Estação Plamondon. Faz parte da Linha Laranja.
Foi inaugurada em 09 de janeiro de 1984. Localiza-se no Boulevard Décarie. Atende o distrito de Côte-des-Neiges–Notre-Dame-de-Grâce.